# جیانپائولو بلینی
جیانپائولو بلینی (انگلیسی: Gianpaolo Bellini؛ زادهٔ ۲۷ مارس ۱۹۸۰) بازیکن فوتبال اهل ایتالیا است.
از باشگاه‌هایی که در آن بازی کرده‌است می‌توان به باشگاه فوتبال آتالانتا اشاره کرد.
وی همچنین در تیم ملی فوتبال زیر ۲۱ سال ایتالیا بازی کرده‌است.